# Il Volo (zespół muzyczny)
Il Volo – włoskie trio pop operowe założone w 2009 roku występujące w składzie: Gianluca Ginoble (baryton), Piero Barone i Ignazio Boschetto (tenorzy). Zwycięzcy Festiwalu Piosenki Włoskiej w San Remo w 2015 oraz reprezentanci Włoch i zdobywcy trzeciego miejsca w 60. Konkursie Piosenki Eurowizji 2015 z piosenką „Grande amore”. Trio wydało siedem albumów studyjnych i cztery albumy koncertowe, koncertuje w języku włoskim, angielskim i hiszpańskim.

## Historia zespołu

### Początki
W 2009 roku Barone, Ginoble i Boschetto występowali jako solowi artyści w drugiej edycji talent show włoskiego kanału Rai 1, Ti lascio una canzone dla artystów w wieku od 10 do 16 lat. 14-letni wtedy Gianluca Ginoble wygrał pierwszy, a następnie 2 maja 2009 roku, finałowy odcinek show z utworem „Il mare calmo della sera” Andrei Bocellego. Jednak w trakcie czwartego odcinka programu cała trójka wystąpiła wspólnie, śpiewając utwór „’O sole mio”. Pomysłodawcą połączenia ich głosów był dyrektor artystyczny i twórca show, Roberto Cenci. Występ został przypadkowo zauważony przez włoskiego producenta muzycznego Tony’ego Renisa, który zgłosił się do Cenciego proponując młodemu trio współpracę. Barone, Ginoble i Boschetto zgodzili się na utworzenie trio i zostali pierwszymi włoskimi artystami, którzy podpisali kontrakt bezpośrednio z amerykańską wytwórnią Geffen.

### 2010–2011:Il Volo
Jesienią 2010 roku przyjęli nazwę Il Volo wcześniej występując jako Tre Tenori, The Tryo, Il Trio m.in. podczas nagrywania charytatywnego singla „We Are the World 25 for Haiti” oraz na 60. Festiwalu Piosenki Włoskiej w San Remo z dwoma utworami: „Granada” i „Un amore così grande” na cześć Ranii, królowej Jordanii.
10 listopada 2010 roku ukazał się ich debiutancki album Il Volo wydany w trzech wersjach: międzynarodowej, włoskiej i hiszpańskiej. Krążek został nagrany głównie w Abbey Road Studios w Londynie pod okiem producentów Tony’ego Renisa i Humberto Gatice. W 2011 roku album otrzymał status złotej, a w 2013 platynowej płyty nadanej przez Federazione Industria Musicale Italiana. Na początku czerwca 2011 roku album zadebiutował na dziesiątym miejscu amerykańskiego notowania Billboard 200 oraz na szczycie zestawienia płyt z muzyka klasyczną dzięki osiągnięciu wyniku ponad 23 tys. sprzedanych kopii tydzień po premierze sklepowej. Album osiągnął m.in. pierwsze wśród najlepiej kupowanych albumów w Austrii, drugie miejsce w Nowej Zelandii, trzecie w Belgii, zaś we Włoszech osiągnął szóste miejsce na początku 2011 roku. We wrześniu 2011 roku hiszpańskojęzyczna wersja albumu znalazła się na szczycie amerykańskiego notowania Latin Pop Albums Billboard.
W 2011 roku Il Volo promowało debiutancki album m.in. gościnnym udziałem w finale 10. edycji programu American Idol z piosenką „’O sole mio”. Pod koniec lipca 2011 roku trio wystąpiło podczas specjalnego koncertu charytatywnego President's Star Charity w Singapurze, następnie we wrześniu wzięli udział w koncercie MDA Labor Day Telethon i pojawili się w ostatnim odcinku ósmego sezonu serialu Entourage. Pod koniec października trio wystąpiło w Detroit Opera House, zaś zapis z koncertu został wydany jako pierwszy album koncertowy pod nazwą Il Volo - Takes Flight - Live from the Detroit Opera House. Premiera miała miejsce 28 lutego 2012 roku. Z kolei w listopadzie 2011 roku wydano świąteczną edycję ich debiutanckiego albumu wzbogaconego o pięć nowych, świątecznych utworów.
Pod koniec 2011 roku Il Volo otrzymało nominacje do dwóch Nagrody Latin Grammy w kategoriach Najlepszy album popowy duetu/zespołu (za hiszpańskojęzyczne wydanie płyty Il Volo) oraz Najlepszy nowa artysta.

### 2012–2013:We Are Love / Más Que Amor
W 2012 roku Il Volo zaprezentowało drugi album studyjny, w wersji międzynarodowej pod nazwą We Are Love, który miał premierę 19 listopada 2012 roku oraz wersję hiszpańskojęzyczną Más Que Amor wydaną rok później.
W trakcie promocji płyty jesienią 2012 roku wzięli gościnny udział w koncertach Barbry Streisand z którą zaśpiewali utwory „Smile” oraz „Make My Garden Grow”. W grudniu 2012 roku Il Volo zaśpiewało podczas ceremonii wręczenia Nagród Nobla w Oslo.
9 kwietnia 2013 roku odbyła się premiera hiszpańskojęzycznego albumu Más Que Amor, która zadebiutowała na pierwszym miejscu amerykańskiego notowania Billboard Latin Pop Albums i na drugim miejscu listy Top Latin Albums. W kwietniu tego samego roku wystąpili na gali Latin Billboard Music Awards z utworem „El Triste” ku czci meksykańskiego artysty José José z okazji 50-lecia jego działalności artystycznej.
Pod koniec października premierę miało międzynarodowe wydanie świątecznej płyty Il Volo zatytułowanej Buon Natale - The Christmas Album, która była ich trzecim oficjalnym albumem studyjnym. Album zadebiutował na pierwszym miejscu amerykańskiego notowania Billboard Top Holiday Albums i Classical Albums. W listopadzie ukazała się specjalna, włoska wersja ich świątecznego albumu wzbogacona o dwa dodatkowe utwory: „Bianco Natale” i „Astro del ciel”.
W lutym 2014 roku trio otrzymało dwie nominacje do nagród Latin Billboard Music Awards, w kategoriach Artysta roku notowania Top Latin Albums oraz Artysta roku notowania Latin Pop Albums i odebrali pierwszą nagrodę w karierze, za zwycięstwo w drugiej z wymienionych kategorii. W czerwcu 2014 Il Volo rozpoczęło trasę koncertową po Stanach Zjednoczonych i Kanadzie, w lipcu i wrześniu po raz pierwszy zagrali koncerty na terenie Włoch. W sierpniu wygrali nagrodę Premios Tu Mundo w kategorii Ulubiony duet lub zespół.

### 2015: Festiwal Piosenki Włoskiej, Konkurs Piosenki Eurowizji iGrande amore

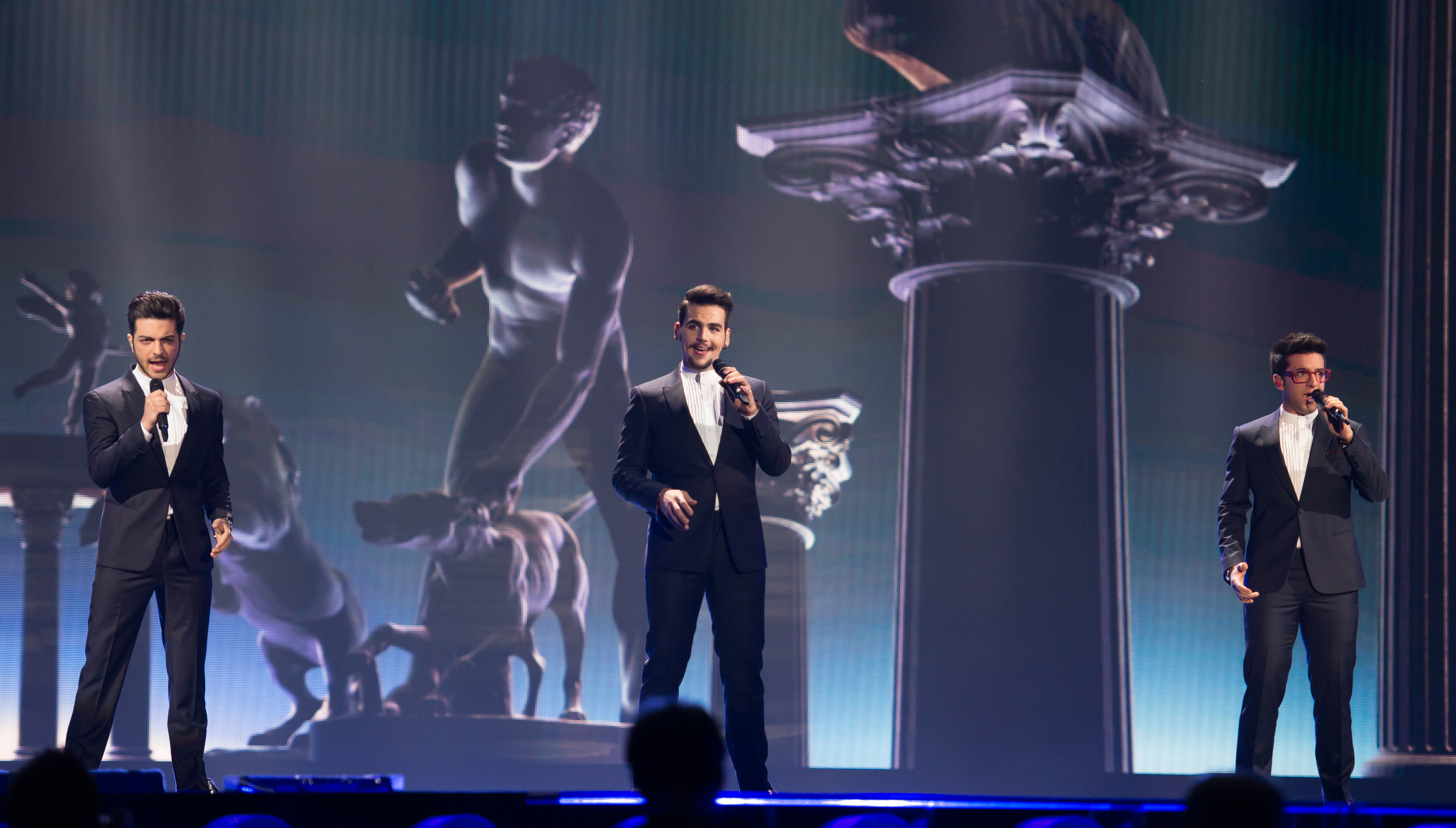
Il Volo podczas prób do występu w 60. Konkursie Piosenki Eurowizji w 2015 roku

W grudniu 2014 roku wokaliści zaśpiewali podczas koncertu świątecznego we włoskim senacie, podczas występu towarzyszył im chór złożony z głuchoniemych dzieci, które wykonywały piosenki w języku migowym. Pod koniec koncertu zespół został nagrodzony przez Prezydenta Włoch Giorgio Napolitanego i Prezydenta Senatu Pietro Grasso.
W lutym 2015 roku Il Volo wystąpili podczas finału Festiwalu Piosenki Włoskiej w San Remo z utworem „Grande amore”, w którym zdobyli łącznie 39% poparcia telewidzów oraz komisji jurorskiej i ostatecznie wygrali, dzięki czemu zdobyli możliwość reprezentowania Włoch w finale 60. Konkursu Piosenki Eurowizji organizowanego w Wiedniu. Po finale festiwalu wydali swój debiutancki album kompilacyjny zatytułowany The Platinum Collection oraz pierwszy minialbum zatytułowany Sanremo grande amore, na którym znalazł się m.in. singiel „Grande amore” oraz sześć włoskich przebojów w wykonaniu trio. 23 maja wystąpili w finale widowiska z ostatnim, dwudziestym siódmym numerem startowym i zajęli ostatecznie trzecie miejsce ze 292 punktami na koncie, w tym m.in. z maksymalnymi notami 12 punktów od Albanii, Cypru, Grecji, Izraela, Malty, Portugalii, Rumunii, Rosji i Hiszpanii.
Pod koniec września ukazała się nowa płyta studyjna zespołu zatytułowana Grande amore, która ukazała się w trzech wersjach: międzynarodowej, hiszpańskojęzycznej oraz włoskojęzycznej (pt. L’amore si muove).

### Od 2016:Notte magica
Pod koniec września 2016 roku premierę będzie miał album koncertowy Il Volo zatytułowany Notte magica. Na płycie znajdzie się zapis koncertu, które trio zagrało w hołdzie „Trzem Tenorom”, czyli Plácido Domingo, José Carrerasowi i Luciano Pavarottiemu. Na zarejestrowanym na krążku koncercie gościnnie wystąpił Domingo, zaś Fundacja Luciano Pavarottiego wsparła cały projekt. Jak wyznali w wywiadzie dla polskiego serwisu JazzSoul.pl, płytę „chcą skierować do młodego pokolenia”. Na początku listopada wystąpią na koncercie w Brazylii razem z amerykańską piosenkarką Mariah Carey. W marcu 2017 roku rozpoczęła się ich kolejna światowa trasa koncertowa "Notte Magica".
5 czerwca 2021 zorganizowali koncert w Arenie w Weronie na cześć włoskiego kompozytora Ennio Morricone. W listopadzie 2021 wydali album w hołdzie Maestro Morricone zatytułowany Il Volo Sings Morricone.

## Członkowie
- Piero Barone (ur. 24 czerwca 1993 w Naro w Agrygencie na Sycylii[51]) – tenor spinto demonstrujący zakres od G#2-B4. Ma dramatyczne brzmienie, a jednocześnie z łatwością osiąga wyższe tony.
- Ignazio Boschetto (ur. 4 października 1994 w Bolonii w Emilia-Romania[51]) – tenor liryczny o jasnej barwie. Demonstruje zakres od G#2-D5. Śpiewał także falsetem do C6.
- Gianluca Ginoble (ur. 11 lutego 1995 w Atri, w Abruzji[51]) – baryton liryczny o zakresie od E2-A4. Ma ciepłą barwę, bardzo łatwo śpiewa na szczycie barytonu, a jednocześnie potrafi śpiewać bardzo niskie dźwięki.

## Dyskografia
| - Il Volo (2010) - We Are Love (2012) / Más que amor (2013) - Grande amore (International Version) / Grande amore / L’amore si muove (2015) – platynowa płyta w Polsce - Ámame (2018) - Musica (2019) - Il Volo Sings Morricone (2021) - Christmas Favorites (2011) - Sanremo grande amore (2015) | - Il Volo Takes Flight – Live from the Detroit Opera House (2012) - We Are Love: Live from The Fillmore Miami Beach at Jackie Gleason Theater (2013) - Live A Pompei (2015) - Notte Magica – A Tribute to The Three Tenors (2016) - Buon Natale: The Christmas Album (2012) - The Platinum Collection (2015) |

## Trasy koncertowe
- 2011: Il Volo North American Tour
- 2011: Il Volo European Tour
- 2012: Il Volo South American Tour
- 2012: Il Volo Takes Flight Tour
- 2012: Barbra Live (trasa koncertowa Barbry Streisand z gościnnym udziałem Chrisa Bottiego i Il Volo)
- 2013: We Are Love Tour
- 2013: Más Que Amor Tour
- 2014: US&Canada Summer Tour
- 2014: Tour italiano
- 2015: Sanremo Grande Amore Tour
- 2017: Notte Magica - A Tribute to The Three Tenors
- 2019: Musica Tour
- 2020: The Best of Ten Years Tour